# Verkilambi
Verkilambi es una ciudad y nagar Panchayat situada en el distrito de Kanyakumari en el estado de Tamil Nadu (India). Su población es de 19730 habitantes (2011).

## Demografía
Según el censo de 2011 la población de Verkilambi era de 19730 habitantes, de los cuales 9936 eran hombres y 9794 eran mujeres. Verkilambi tiene una tasa media de alfabetización del 91,31%, superior a la media estatal del 80,09%: la alfabetización masculina es del 93,03%, y la alfabetización femenina del 89,59%.